# Andreas Hadik von Futak

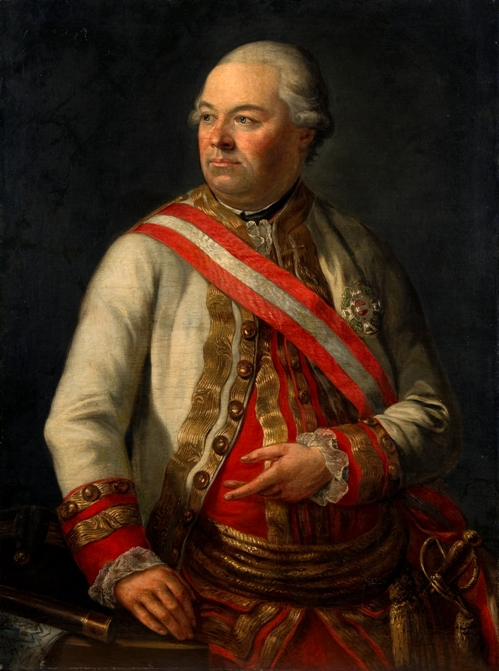
Andreas Hadik von Futak.

Andreas Hadik, från 1776 riksgreve Hadik von Futak, född 16 oktober 1710, död 12 mars 1790, var en österrikisk militär.
Hadik härstammade från en fattig ungersk adelsfamilj i det österrikiska kejsardömet men befordrades snabbt för sina krigiska förtjänster och blev 1756 fältmarskalklöjtnant. 1757 intog Hadik Berlin, om dock endast för en dag. Som den förste österrikiske guvernören över Galizien inlade Hadik stora förtjänster, blev 1774 fältmarskalk och samma år president i hovkrigsrådet. 1778 förde Hadik en tid överbefälet i bayerska tronföljdskriget och 1789 mot turkarna.